# أير (جغرافيا)

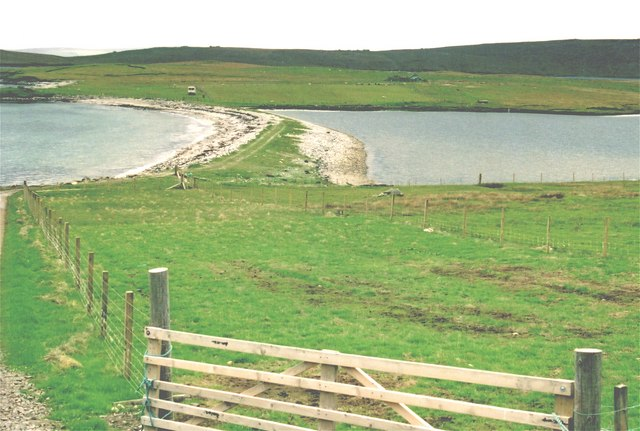
Galtagarthayre

أير: (بالإنجليزية:ayre) هو لسان رملي ساحلي ضيق من الحصي أو الرمال يقسم مسطح مائي (بحر). وهو مصطلح مشتق من اللغة النوردية القديمة وهي تعني البحيرة المقسومة بشريط ضيق من الأرض المنخفضة عن البحر.